# حلزون رومی
حلزون رومی یا حلزون بورگوندی از حلزون‌های خوراکی است. این حلزون همچنین نیز به عنوان غذا طبخ می‌شود به همین دلیل به آن حلزون خوراکی هم می گویند. دارای صدفی محکم با ۶ چرخش مارپیچی است. محل زندگی آن در باغ‌ها و کنار رودخانه ها است. در هر بار تولید مثل ۴۰ تا ۶۰ تخم می‌گذارد که هر تخم ۵٫۵ تا ۶٫۵ میلی متر است.

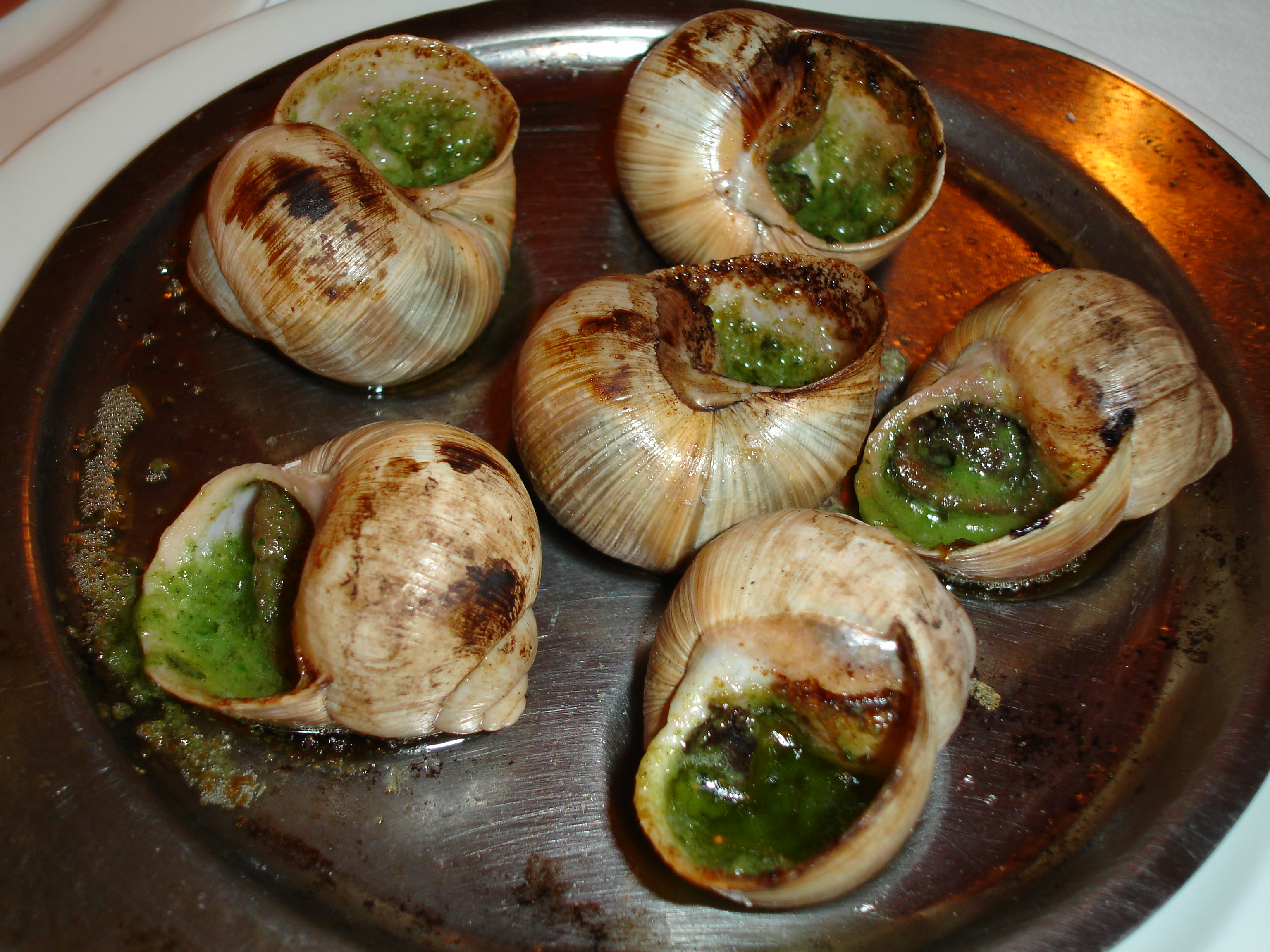
غذایی فرانسوی به نام اسکارگو که از حلزون رومی تهیه می‌شود.